# Будо-Вороб'ївська
Будо-Вороб'ївська — село в Україні, у Новгород-Сіверській міській громаді Новгород-Сіверського району Чернігівської області. До 2020 року орган місцевого самоврядування — Будо-Вороб'ївська сільська рада. Населення — 468 осіб.

## Географія
Село розташоване за 189 км від обласного центру та 52 км від районного центру. Селом тече річка Вара, у яку впадає річка Вариця. За 2 км знаходилося село Андріївка (зняте з обліку у 2007 році). Найближча залізнична станція Новгород-Сіверський (за 53,2 км).

## Історія
За даними на 1859 рік у власницькому селі Новгород-Сіверського повіту Чернігівської губернії мешкало 502 особи (241 чоловічої статі та 261 — жіночої), налічувалось 75 дворових господарства, існувала православна церква.
На мапі Шуберта 1869 року - Буда.
Станом на 1886 у колишньому власницькому селі Мамекинської волості мешкало 547 осіб налічувалось 547 дворових господарств, існували православна церква, постоялий будинок.
За даними на 1892 рік у поселенні Костобобрівської волості мешкало 914 осіб (456 чоловічої статі та 458 — жіночої), налічувалось 152 дворових господарства.
За переписом 1897 року кількість мешканців зросла до 986 осіб (467 чоловічої статі та 519 — жіночої), з яких 975 — православної віри.
З 1917 року пербувало у складі УНР.
Село зазнало геноциду українського народу, проведеного урядом СРСР у 1932—1933 та 1946—1947 роках.
Станом на 1988 рік в селі мешкало 481 особа, діяла восьмирічна середня школа, лікарня, аптека, клуб, автоматична телефонна станція.
10 листопада 2008 року відкрито пам'ятний знак жертвам Голодомору — уродженцям села.
12 червня 2020 року, відповідно до розпорядження Кабінету Міністрів України № 730-р «Про визначення адміністративних центрів та затвердження територій територіальних громад Чернігівської області», село увійшло до складу Новгород-Сіверської міської громади.
19 липня 2020 року, в результаті адміністративно - територіальної реформи та ліквідації колишнього Новгород-Сіверського району, село увійшло до новоутвореного Новгород-Сіверського району Чернігівської області.
4 липня 2023 року вдень росіяни поцілили майже у центр села Буда Воробʼївська, є 3 поранених чоловіків.

## Особистість
- Соломаха Олег Володимирович (1978—2015) — старший солдат Збройних сил України, учасник російсько-української війни[9]